# Ekonomac Kragujevac
Ekonomac Kragujevac – serbski klub futsalowy z siedzibą w Kragujevacu, obecnie występuje w Prva Futsal Liga (najwyższa klasa rozgrywkowa w Serbii).

## Sukcesy
- Mistrzostwo Serbii (6): 2008, 2010, 2011, 2012, 2013, 2014
- Puchar Serbii (2): 2013, 2014